# 日本基督教団赤坂教会
日本基督教団赤坂教会（にほんきりすときょうだんあかさかきょうかい）は、日本基督教団に所属する教会である。

## 歴史
1883年（明治16年）4月17日東京で病没した米国人アンナ・ホイットニー（ウィリアム・コグスウェル・ホイットニーの妻）に寄せられた弔慰金を元に、息子のウィリス・ホイットニーが東京市赤坂区氷川町の400坪の土地を勝海舟から購入する。勝は生活に困窮していたホイットニー一家を支援した協力者であり、ウィリスの妹クララの舅でもあった。
1886年（明治19年）に小規模の施療病院を開設した。1888年（明治21年）1月にキリスト教精神の慈善病院として眼科と普通科の赤坂病院を開設した。ウィリスの妻の兄であるジョージ・ブレイスウェイト（George Braithwaite、1855-1931）夫妻も協力した。ジョージは1886年に英国聖書協会の日本責任者として来日し、キリスト教出版物の会社を経営していた。
1891年（明治24年）の濃尾地震の際には20名余からなる救援隊を結成し、現地に救護所を設けた。1902年（明治35年）には財団法人になる。
1911年（明治44年）ウィリス・ホイットニーが渡英して療養するが英国で病死する。1921年（大正10年）飯村弘、芦浦カヨ、嶋田秀らは病院の閉鎖後も宣教を続けるために赤坂福音教会を組織する。日本友会日本年会(クエーカー)の関係者が運営管理を行う。
1925年（大正14年）ウィリスの未亡人が再来日し、病院の再建に努めるが、1927年（昭和2年）に閉鎖する。
その後、伝道活動は継続され、診療待合室を礼拝堂に改装して、定期的な礼拝を持った。
1931年（昭和6年）ジョージ・ブレスウェイトが亡くなると、未亡人と長男バーハム・ブレイスェイトが伝道を続けた。笹尾鉄三郎の未亡人の笹尾秀と宮村伊三郎らが協力した。1938年（昭和13年）に笹尾秀が死去する。
ブレイスェイトは日本伝道隊と関係が深かったので、1940年（昭和15年）3月に基督友会赤坂福音教会が設立され、工藤ていが担当者になった。
1941年（昭和16年）日本基督教団に加入し、赤坂氷川町教会と改称する。1945年（昭和20年）5月25日の米軍の空襲により、会堂を焼失する。1951年（昭和26年）12月に新会堂を建築する。1966年（昭和41年）に赤坂教会と改称する。